# Битка код Баточине (1689)
Битка код Баточине (1689) је вођена између аустријске војске под командом Лудвига Баденског и сераскера османске војске Реџеп–паше код Баточине у Великом турском рату 29. и 30. августа 1689. године.

## Позадина
Неуспело освајање Беча 12.септембра 1683. године, представља је почетак краја османлијске експанзије ка срцу Европе, започете још 1521. године освајањем Београда. Турска опсада Беча окончана је појавом пољске војске, под вођством краља Јана Собјеског и нападом на турски логор. Аустријанци су заједно са својим савезницима покренули офанзиву и почели да потискују Турке ка југу. Што се аустријска војска више приближавала Београду, све је више Срба прилазило царској војсци. Срби су играли су играли велику улогу у великом турском рату.

## Битка
Главни правац напада аустријске војске био је усмерен долином Велике Мораве ка Нишу, Софији и Цариграду. Баточина је била на главном правцу турског повлачења.
Баденски је 28. августа 1689. са јаким одредом од 2000 пешака и 500 коњаника прешао Велику Мораву, а сутрадан и већи део аустријске војске и устаничке војске. Српска милиција коју је предводио Павле Несторовић Деак чинила је претходницу асутријске војске. Они су се 29. августа сударили са претходницом турске војске. Турци су били поражени и потиснути ка својој главнини. До одлучне битке дошло је дан касније у близини места где су се сукобиле претходнице. Турци су доживели тежак пораз. На бојишту је остало 3000 мртвих и рањених, 108 топова и комплетна комора.
Победом код Баточине Аустријанци су остварили контролу над Средњим Поморављем и могли су да дејствују даље ка Крушевцу и Нишу.

## Последице
Царска војска која је била састављена од 18.000 војника, а крај битке је сачекала са 400 људи мање који су били убијени или рањени. Са друге стране, Османлијска војска која је била много бројнија и која је битку дочекала са 40.000 људи, имала је преко 3.000 убијених и рањеник војника.
Одмах после битке код Баточине, Баденски је послао један јак коњички одред да протера Турке из Крушевца, а он је отишао у Јагодину како би обавестио цара Леополда I о успесима. Доста лако овладавање простором великоморавске долине омогућило је хабсбуршкој војсци брз продор ка југу Србије где су 24. септембра освојили Ниш.